# 龕
龕是供奉佛像、神像、神位或祖先灵位等信仰對象或聖物的小閣子，如佛龕、神龕等一般为木製；也指石窟寺或廟堂墻壁上的凹陷部分，稱爲窟龕或壁龕，有時可延伸到基督教等西方宗教建築。

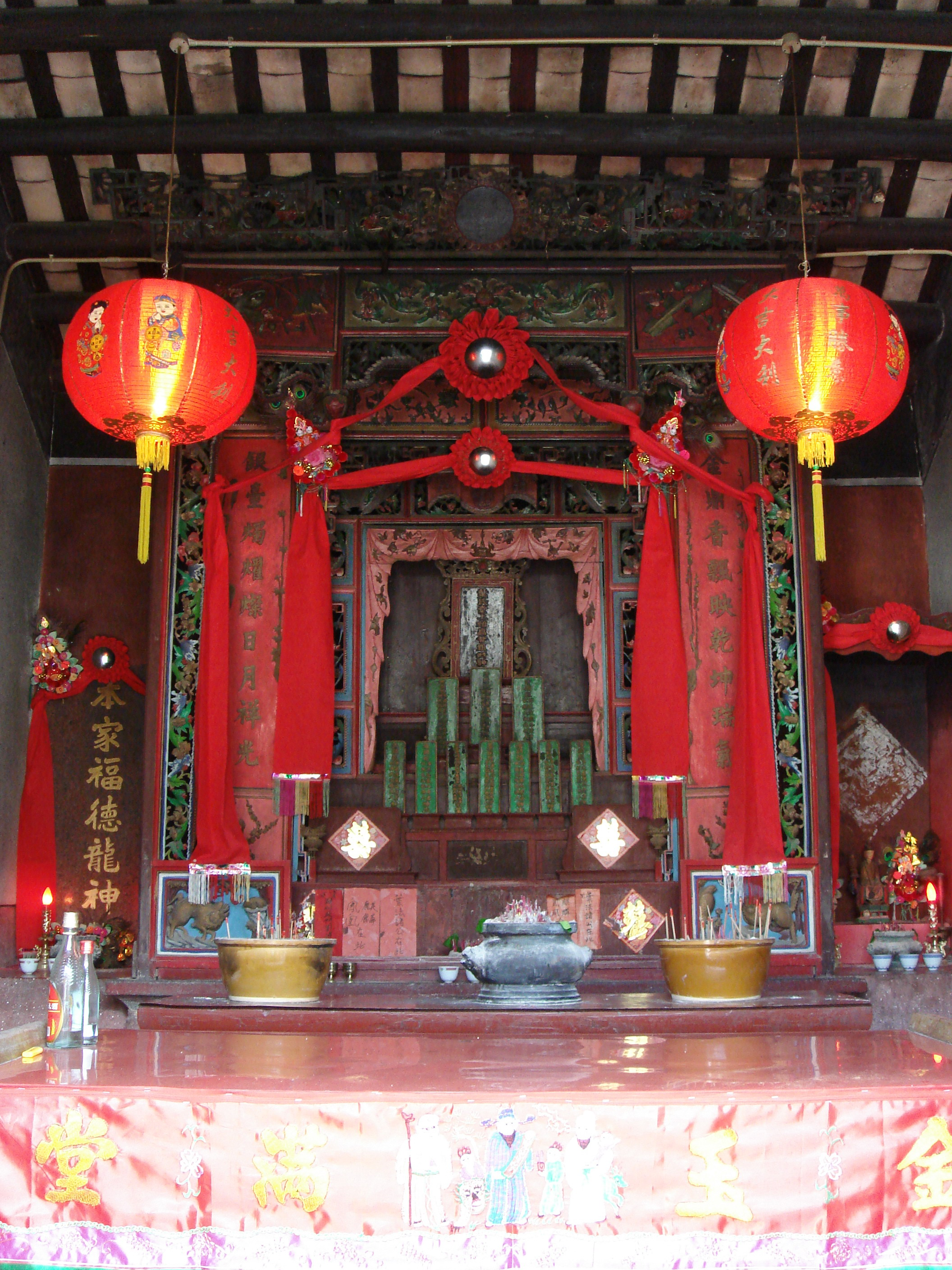
香港中式祠堂裡供奉祖先牌位的神龕

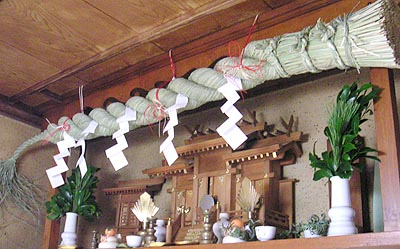
日本神龕-神棚，供奉神道教

小龕又称櫝。龕表面常有精美的浮雕、通雕和半圆雕等纹饰，具有古典美感。
大龕一般放在宗祠中，而椟一般置于居室内。

## 形制
龕可分為有龕門及無龕門二種。在廟宇中的龕為方便受十方信徒禮拜，通常為開放式的，在中國大陸、臺灣民宅通常也設有開放式的龕；日本家戶則多為具有龕門的龕，在禮拜、祭祀時才會打開龕門。

## 日本
在日本，只有窟龕或窟龕形狀的藝術品（如大都會博物館藏品2008.504 （页面存档备份，存于））才被称为佛龕（仏龕/ぶつがん），一般情况所用的龛有：

- 佛敎的橱子（日文中厨是橱的異體字）。意思是櫝，但漢語中櫝多指棺櫝或寳盒，存放祖先靈位式存在“神櫝”一詞；日語中則一般通稱寺廟或居室内的佛龕都通稱橱子或佛壇。
- 神道教的神棚（かみだな）供奉神道教神明的神符(神札/しんさつ)於牆上，設祖靈舍（祖霊舎/それいしゃ）中安奉祖先牌位立於地板。